# Dambadeniya
Dambadeniya est une cité ruinée située dans la Province du Nord-Ouest (Wayamba Palata) du Sri Lanka sur la route principale entre Kurunegala et Negombo et qui fut la capitale du royaume au milieu du XIIIe siècle. Une grande partie de Dambadeniya située sur énorme rocher fortifié est encore aujourd'hui enfouie à environ 31 km de Kurunegala, l'actuelle capitale de la province du Nord-Ouest.

## Histoire
Dambadeniya, située à environ 30 km de Kurunegala, devient une ville importante au milieu du XIIIe siècle lorsqu'elle est
choisie comme capitale du royaume du Sri Lanka par le roi Vijayabahu III à une époque ou la souveraineté du pays était en jeu face aux invasions, qui l'avaient contraint à abandonner Polonnaruwa comme capitale. Vijayabahu, le fondateur du Royaume de Dambadeniya, dans son combat contre les envahisseurs, s'établit Dambadeniya. Au sommet du rocher de Dambadeniya, il construit des fortifications et des murs et des portes solides. La ville était sécurisée par un fossé, un marais et des remparts autour du palais royal. Sous le règne du roi Parakramabahu II (1236–1270), Dambadeniya atteint l'apogée de sa gloire. Les chefs-d'œuvre poétiques  du roi Parakramabahu II « Kavisilumina » et « Visuddi Marga Sannasa » ont marqué un tournant à la littérature cingalaise. L'ère Dambadeniya est l'époque à laquelle la littérature cingalaise ne se limite pas aux peintures ni aux inscriptions.

## Vestiges
Parmi les ruines des terres restantes du palais, les fondations sont encore visibles. Des fouilles ont mis au jour des vestiges du temple de la  Relique de la dent de Bouddha (en), du Palais Royal, des jardins, des douves et des murs de la ville. Le temple à deux étages de la relique dentaire a des images de Bouddha, identifiées comme le Vijayasundararamaya. Il a également quelques peintures murales intéressantes datant du XVIIIe siècle.